# Omagh
Omagh (prononcé en anglais : /ˈoʊmə/, en irlandais : An Ómaigh /ənˠ ˈoːmˠəi/ « la plaine vierge » ) est la capitale du comté de Tyrone, en Irlande du Nord (Royaume-Uni).

## Géographie
La localité est située à la confluence des rivières Drumragh et Camowen qui se rencontrent pour former la Strule.
Avec 20 353 habitants dans la ville en 2021 (pour le district de Fermanagh and Omagh 117 195 habitants), elle est la plus importante ville de l'Ouest de l'Irlande du Nord.

## Étymologie
Le nom Omagh est une anglicisation du nom irlandais « an Óghmaigh » (irlandais moderne « an Ómaigh ») qui signifie « la plaine vierge ». 

## Histoire

### Origines
Un monastère a apparemment été établi sur le site de la ville vers 792 et un couvent franciscain a été fondé en 1464. Les Franciscains ont joué un rôle important dans la vie religieuse de la ville jusqu'à ce que le couvent soit supprimé en 1542 avec la dissolution des monastères sous Henri VIII. C'est le plus long monastère d'Irlande. 
Omagh a été constituée comme ville en 1610. Elle a servi de refuge aux fugitifs de l'est du comté de Tyrone pendant la Rébellion irlandaise de 1641. En 1689, James II est passé à Omagh, en route vers Derry.
Les partisans de Guillaume III, prince d'Orange, ont ensuite brûlé la ville.
En 1768, Omagh a remplacé Dungannon comme chef-lieu du comté de Tyrone. Omagh a acquis des liaisons ferroviaires avec Londonderry grâce au Londonderry and Enniskillen Railway en 1852, Enniskillen en 1853 et Belfast en 1861. 
La caserne Sainte-Lucie a été achevée en 1881 et fut en activité jusqu'au 1er août 2007. En 1899, le Tyrone County Hospital a ouvert. 
Le gouvernement de l'Irlande du Nord a ordonné au  Great Northern Railway Board de fermer la ligne de chemin de fer Omagh - Enniskillen en 1957.
Conformément au rapport Benson soumis au gouvernement d'Irlande du Nord en 1963, la Great Northern Railway of Ireland a fermé la ligne principale  Portadown - Omagh - Londonderry en 1965, laissant Tyrone sans service ferroviaire. 
Le 30 décembre 1942, un  Consolidated Catalina Ib du No. 240 Squadron RAF qui opérait depuis la base RAF Killadeas s'est écrasé dans la ville. L'accident a tué les onze occupants, mais personne au sol n'a été tué ou blessé. La cause de l'accident n'a jamais été établie.

### Les Troubles

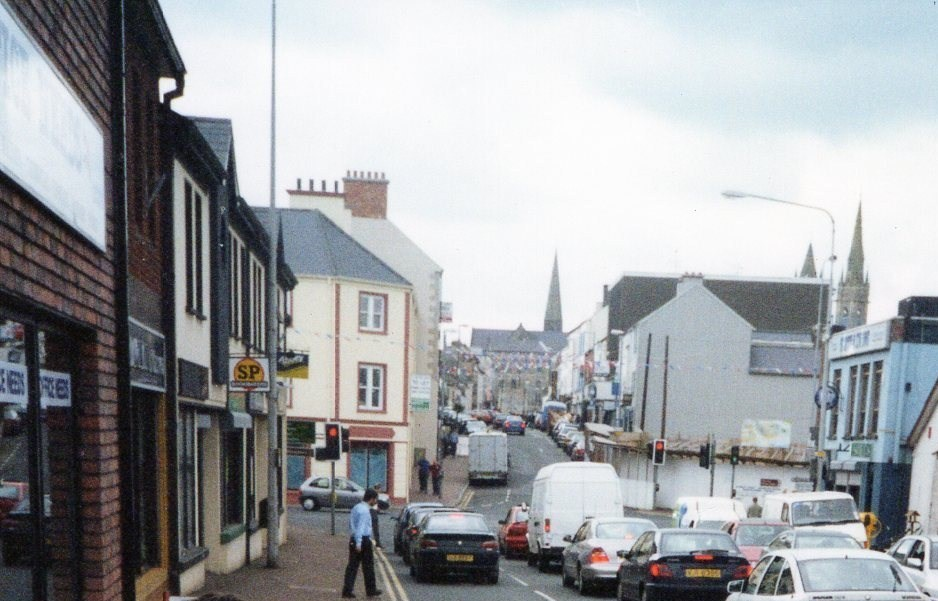
Market Street, dans le centre d'Omagh.

Ville majoritairement catholique, Omagh, comme le reste de l'Irlande du Nord, fut marqué par les Troubles entre républicains catholiques et protestants entre les années 1960 et les années 1990.
Le 15 août 1998 un attentat à la voiture piégée, après une alerte insuffisamment précise, fit 29 morts et 220 blessés dans la rue commerçante de Market Street. Cet attentat fut revendiqué par une branche dissidente de l'IRA provisoire, l'IRA véritable, qui s'opposait à l'accord de paix du 10 avril 1998. L'attentat d'Omagh fut l'un des plus meurtriers du conflit nord-irlandais.

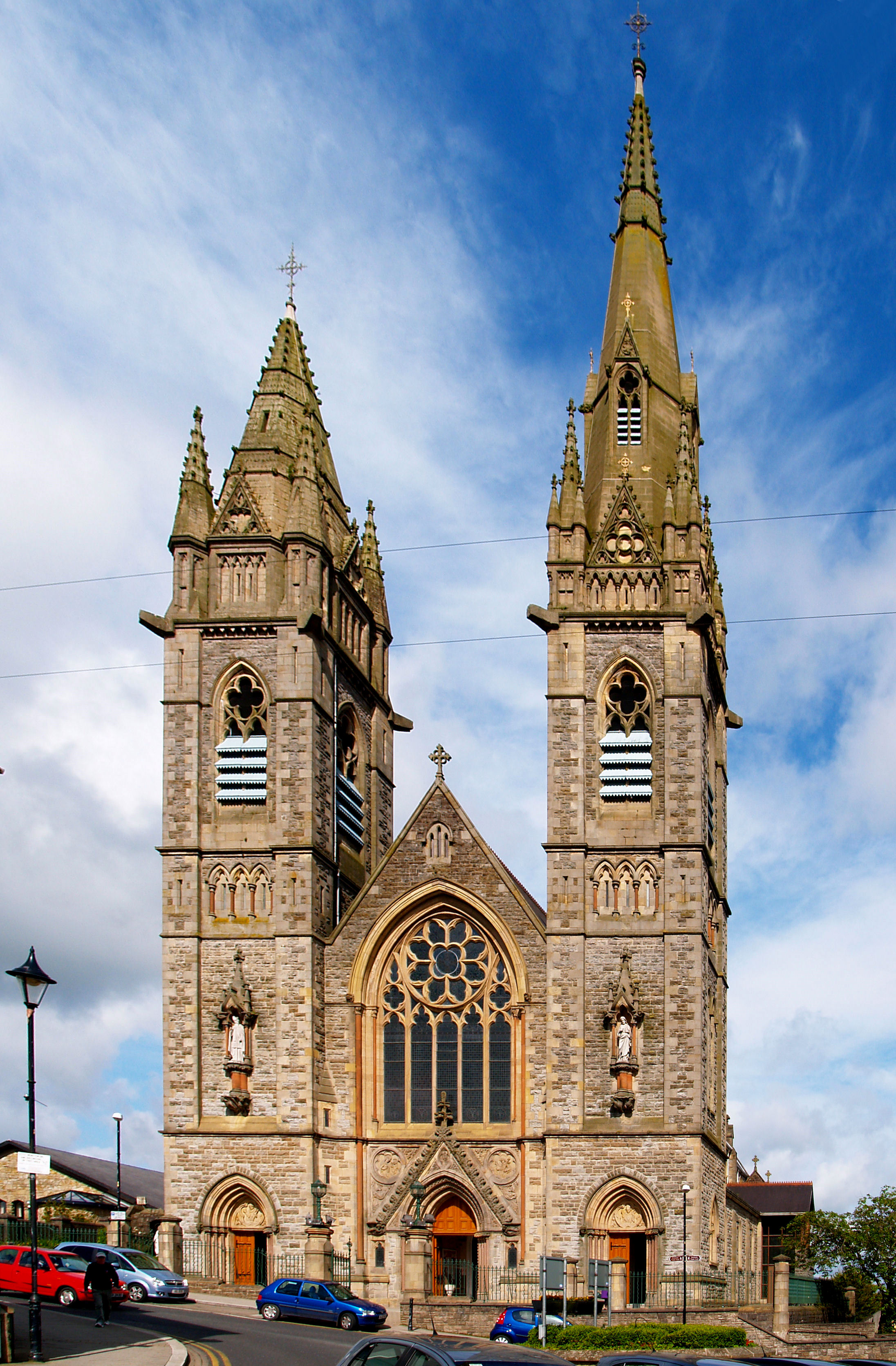
L'église du Sacré-Cœur.

Omagh, un film réalisé par Pete Travis sorti en 2004 sur cette tragédie, relance très vivement l'hypothèse de négligence volontaire dans l'enquête suivant cet attentat.

## Cultes
Les principaux lieux cultuels sont 3 églises catholiques, celle du Christ-Roi, du Sacré-Cœur et de Sainte-Marie, Saint-Colomban de l’Église d'Irlande et 5 églises presbytériennes. 

## Jumelage
L'Haÿ-les-Roses (France)

## Galerie

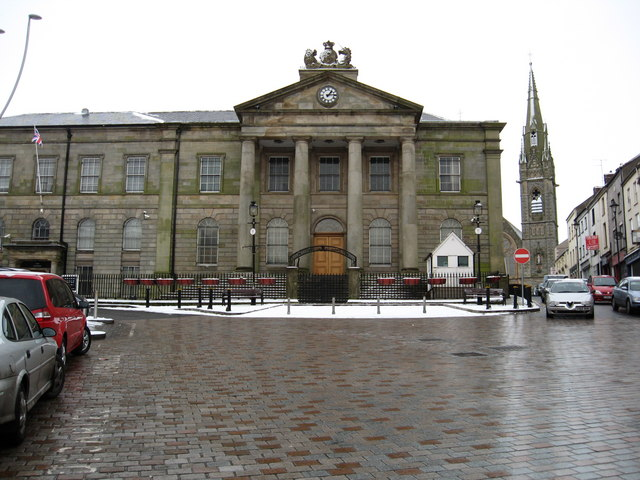
Le palais de justice.
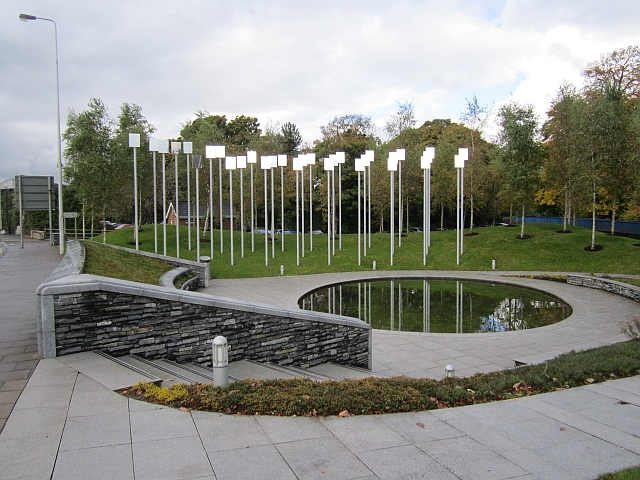
Memorial Garden.
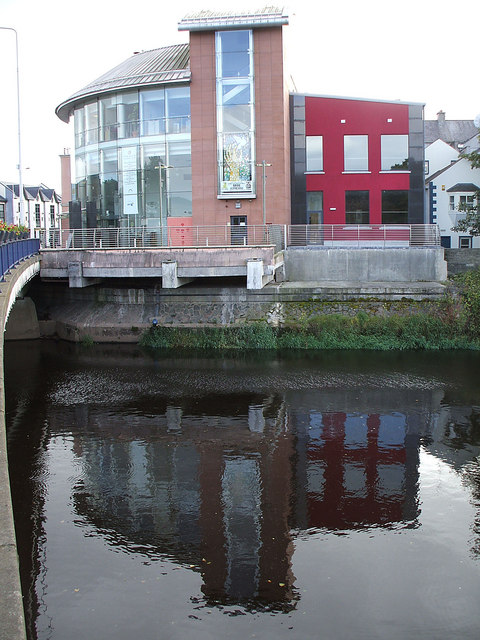
La Maison communautaire d'Omagh.
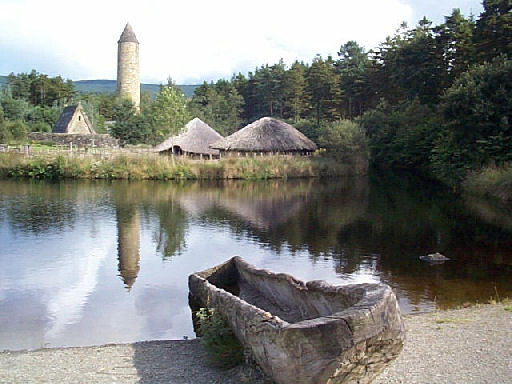
Parc historique, Glenpark Road.
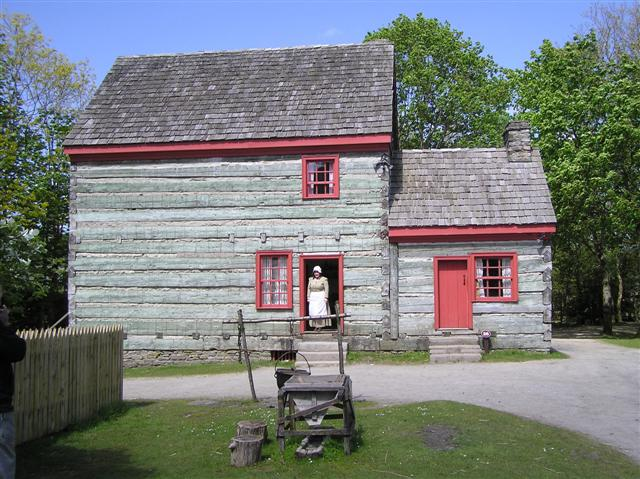
Ferme en rondins de Pennsylvanie, Ulster American Folkpark.
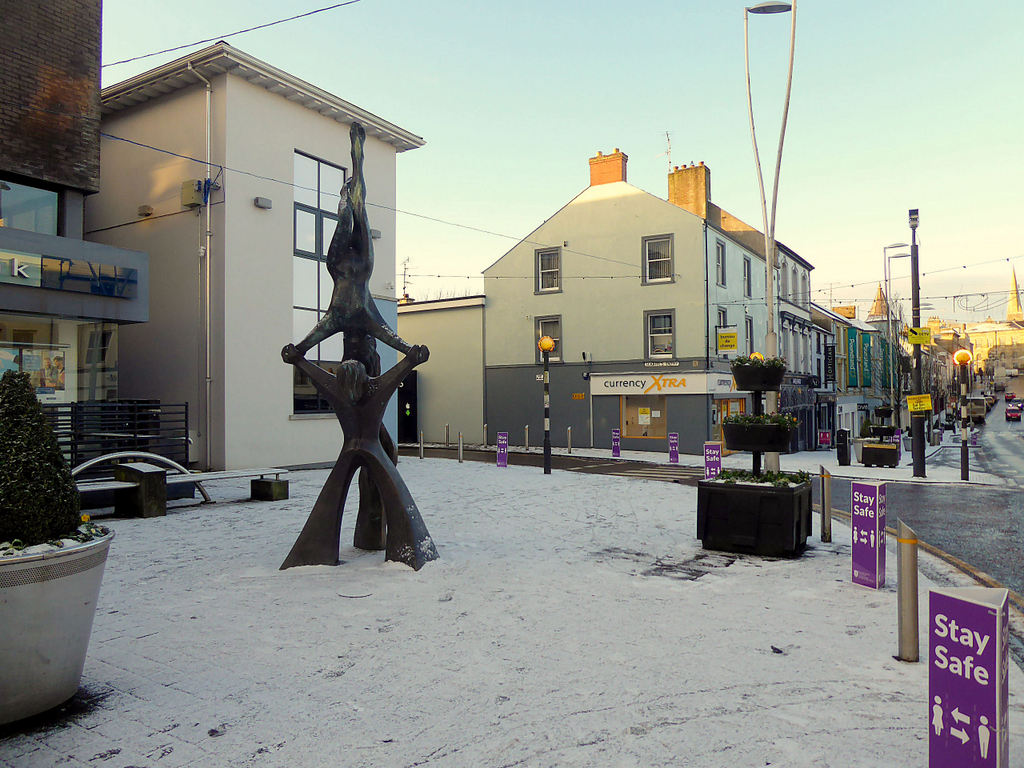
La Sculpture Balance, Market Street.

## Source
- (en) Cet article est partiellement ou en totalité issu de l’article de Wikipédia en anglais intitulé « Omagh » (voir la liste des auteurs).